# Pentamedia Graphics
Pentamedia Graphics est une entreprise indienne spécialisée dans l'animation, le graphisme, les outils multimédia. Le studio a travaillé sur de nombreux films d'animation, tant en dessin animé qu'en images de synthèse, en tant que sous-traitant pour d'autres studios et plus récemment pour la production de films indépendants.

## Filmographie

### Longs métrages d'animation
- 2000 : Sinbad: Beyond the Veil of Mists
- 2000 : Pandavas: The Five Warriors
- 2002 : Alibaba and the forty thieves
- 2004 : The Legend of Buddha

### Sous-traitant pour d'autres films d'animation
- 1999 : Le Roi et moi (avec Rich Animation Studio et Rankin/Bass pour Warner Bros)